# COSMO-SkyMed

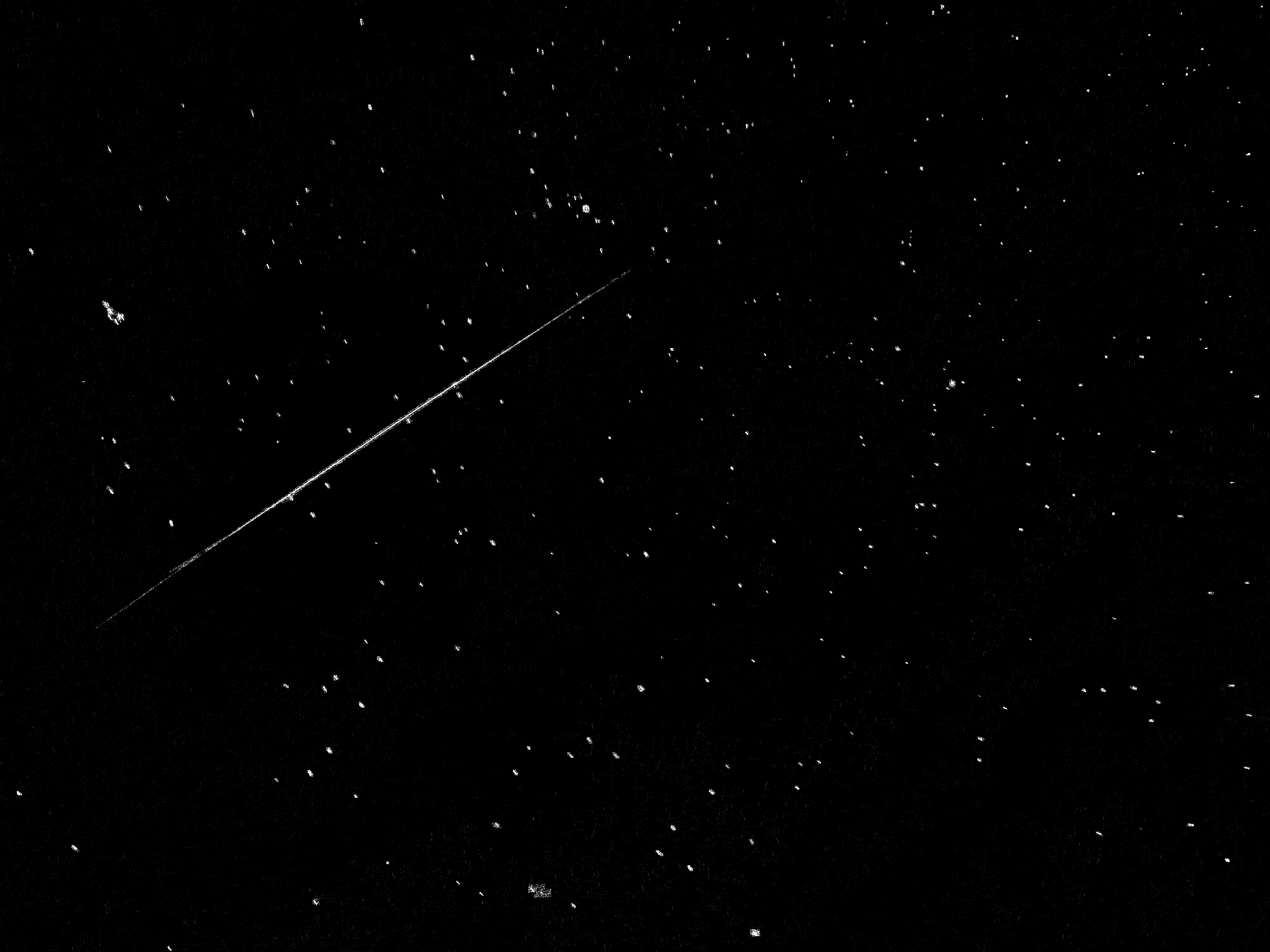
COSMO-SkyMed satellite - imagem sobre o Reino Unido.

COSMO-SkyMed (sendo, COSMO de: COnstellation of small Satellites for the Mediterranean basin Observation) é um sistema composto por satélites de observação da Terra, financiado pelo Ministério da Educação, Universidades e Pesquisa italiano e Ministério da Defesa italiano e conduzido pela Agência Espacial Italiana (ASI), contemplando usos militares e civis.
O segmento espacial do sistema, inclui quatro satélites de médio porte idênticos, equipados com sensores do tipo radar de abertura sintética (SAR) com cobertura global do planeta. Observações de uma área de interesse podem ser repetidas varias vezes ao dia em qualquer condição de tempo. As imagens são aplicadas em sistema de segurança e defesa na Itália e outros países, análises sísmicas, monitoração de desastres naturais e mapeamento de agricultura.

## Os satélites
A empresa United Launch Alliance, foi a responsável pelo lançamento dos quatro satélites que estão em órbita heliossíncrona polar com inclinação de 97,9° a 619 km de altitude e período orbital de 97,2 minutos.
- COSMO SkyMed 1, lançado em 8 de	Junho de 2007, da Base da Força Aérea de Vandenberg, por um foguete Delta II 7420-10[4]
- COSMO SkyMed 2, lançado em 9 de	Dezembro de 2007, da Base da Força Aérea de Vandenberg, por um foguete Delta II 7420-10[5]
- COSMO SkyMed 3, lançado em 25 de Outubro de 2008, da Base da Força Aérea de Vandenberg, por um foguete Delta II 7420-10[6]
- COSMO SkyMed 4, lançado em 6 de Novembro de 2010, da Base da Força Aérea de Vandenberg, por um foguete Delta II 7420-10[7]

Os principais componentes desses satélites são:
- Dois painíes solares de 3,8 kW a 42 V DC
- Sistemas de estabilização, navegação e GPS
- Radasr do tipo SAR trabalhando em banda X
- Um banco de memória de 300Gb e um link de dados de 310 Mbit/s com as estações de terra

A antena do radar, quando estendida, tem 1,4 m de largura e 5,7 m de comprimento, capaz de coletar dados em polarização simples ou dupla. A frequencia central é de 9,6 GHz com banda máxima de 400 MHz.

## As bases em terra
O segmento terrestre do sistema é composto de:
- Centro de comando:
  -  Centro Controllo e Pianificazione Missione del Fucino
- Estações de rastreamento e aquisição de dados:
  -  Estação de Cordoba
  -  Estação de Kiruna
- Segmento de uso:
  -  Segmento usuário civil de Matera
  -  Segmento usuário civil de Pratica di Mare
  -  Segmento usuário de Defesa

Os governos Argentino e Francês estão envolvidos nos segmentos civil e militar do sistema, respectivamente.